# Етнографічна комісія при ВУАН
Етнографічна комісія при ВУАН — науковий заклад для вивчення української етнографії, фольклористики, мовознавства, історії і краєзнавства створений у 1921 році Всеукраїнською академією наук (ВУАН).
20 квітня 1920 року була створена Етнографічна секція Українського наукового товариства у складі 4 підсекцій: загальної етнографії, фольклору, виучування народного права та народної музики. Головою секції став професор В.Клінгер, секретарем — А.Онищук. У червні 1921 році вона об'єдналася з Українською Академією Наук, отримавши статус комісії.
Комісії придавалося велике значення у дослідженні ролі етнографії в українському національному відродженні кінця XVIII—XIX ст. Її створення мало на меті продовжити справу етнографічних досліджень в Україні таких визначних діячів, як І.Котляревський, О.Пипін, М.Драгоманов, М.Сумцов, Б.Грінченко, Ф.Вовк та інші, продовжувачем справи київського Південно-Західного відділення Російського географічного товариства, харківського Історико-філологічного товариства та «Киевской старины».
Комісію очолив видатний український учений академік А.Лобода, а з 1927 року — В.Петров. На 1 липня 1925 року у складі комісії було вже 24 співробітники. Також у її роботі брали участь ще понад 50 відомих учених-українознавців.
На публічних засіданнях Комісії, що проходили регулярно (щомісяця, а то й частіше), відбувалися слухання та обговорення наукових доповідей, звітів. Матеріали друкувалися в «Етнографічному віснику», «Бюлетенях Етнографічної комісії» та «Матеріалах до вивчення виробничих об'єднань».
Етнографічна комісія залучила до своєї діяльності науковців, студентів, аспірантів, краєзнавців, школярів з учителями та всі небайдужі до збереження українських народних традицій. Так у першій половині 1925 році постійно з комісією співпрацювали 145 дописувачів, у січні 1928 р. — понад 380 з усіх регіонів України. Помічники отримували від комісії відповідні програми, запитальники, анкети. Зібрані матеріали друкувалися у «Бюлетені» або окремо. Вони також записували українські народні пісні, обряди, вірування, прислів'я, загадки, легенди, казки і надсилали їх до Етнографічної комісії.
Етнографічна комісія провела велику кількість експедицій не тільки областях України (Волинь, Київщина, Поділля, Чернігівщина, Запоріжжя), а й за її межами. Було зібрано велику кількість фольклорно-етнографічних записів, колекція рецептів приготування народних ліків та збирання відомостей про дівчаток-нянь та ритуальних предметів.
Серед важливих досліджень слід відзначити збір протягом 1926—1929 роках матеріалів про чумацтво в Україні, а 1927—1929 — про дніпровське лоцманство. У 1929 були видані «Матеріали до вивчення виробничих об'єднань: Дніпровські лоцмани», але їх розповсюдження було обмежене, адже всі її автори стали жертвами комуністичного терору.
До «Матеріалів до вивчення виробничих об'єднань: Чумаки», що вийшли у 1931 році, потрапили не всі зібрані матеріали, так як на той час подібні теми раптово стали не просто неактуальними, а й «ворожими». Чумацтво, як і кобзарство, розглядалося як носій національних традицій, історичної пам'яті народу й становило загрозу для насадження та утвердження комуністичних ідей.
Інші заплановані матеріали («Вільні матроси», «Гончарі», «Цехові пережитки на Україні»), не побачили світ. У 1933 році припинила свою діяльність й сама Етнографічна комісія.